# ويليام جي. وايت
ويليام جي. وايت هو سياسي أمريكي، ولد في 7 أكتوبر 1850 في Rice Lake (Ontario) ‏ في كندا، وتوفي في 16 فبراير 1923 في كليفلاند في الولايات المتحدة. نشط حزبياً في الحزب الجمهوري. وقد انتخب عضو مجلس النواب الأمريكي ‏.